# Bartolomeo d'Alviano
Bartolomeo d'Alviano, italijanski general in admiral, * 1455, † 1515.
Sprva je služil Papeški državi, nato pa je leta 1496 postal najemnik družine Orsini v boju proti papežu Aleksandru VI. in družini Colonna. Leta 1503 je vstopil v službo španskega kralja Ferdinanda II., kjer je bil eden izmed pomembnejših poveljnikov v španski prevladi Francije na južnoitalijanskih tleh. Leta 1507 so ga najeli Benečani za boj proti Svetemu rimskemu cesarstvu; tako je zavzel Gorico in Trst. Leta 1509 je doživel hud poraz v bitki za Agnadello in bil ujet s strani Francozov; v njihovemu ujetništvu je ostal vse do leta 1513, ko se je pridružil francoski vojski v boju proti Špancem. Slednji, pod poveljstvom de Cardone, so ga premagali v bitki za Vicenzo. Kljub temu je ostal v francoski službi vse do svoje smrti.